# Claes Rålamb
Claes Rålamb (8 maggio 1622 – Strängnäs, 14 marzo 1698) è stato un politico svedese.
Nel biennio 1657-1658 guidò un'ambasciata presso la Sublime porta (Impero ottomano), riportando in patria una preziosa collezione di miniature raffiguranti i costumi in uso al tempo presso la corte dei turchi (c.d. "Libro di costumi Ralamb"). Nel 1660 venne nominato governatore della Contea di Uppland e nel 1664 entrò nel Riksråd. Tra il 1673 ed il 1678 servì come sovra-governatore di Stoccolma.